# السباحة في دورة الألعاب البارالمبية الصيفية لعام 1964
\ب
السباحة في دورة الألعاب البارالمبية الصيفية لعام 1964 شملت 62 فعالية، 31 للرجال، 30 للنساء وواحدة مختلطة.

## التقارير الخاطئة
نظرًا لعدم وجود دقة في توثيق نتائج المنافسات في بدايات دورة الألعاب البارالمبية، فقد تم تسجيل اللاعبة الإسرائيلية ميخال إسكابا على أنها ذات جنسية إيطالية وبدون اسم شخصي (وهكذا تم ذكرها في موقعي اللجنة البارالمبية الدولية واللجنة البارالمبية الإيطالية).
وفي تقارير منافسات السباحة في دورة الألعاب البارالمبية الصيفية لعام 1964، حيث فازت بميداليتين برونزيتين، وتم الإشارة إليها ببساطة باسم "إسكابا" وليس "ميخال إسكابا".
ومع ذلك، كما يتضح من صحيفة إسرائيلية عام 1968 تناولت مقابلة مع اللاعبة، فإنها كانت نفس اللاعبة التي فازت بميداليات في السباحة وتنس الطاولة في طوكيو عام 1964.

## الدول المشاركة
- الأرجنتين (8)
- أستراليا (8)
- النمسا (4)
- فرنسا (1)
- بريطانيا العظمى (13)
- إسرائيل (5)
- إيطاليا (14)
- اليابان (6)
- هولندا (4)
- رودسيا (3)
- جنوب إفريقيا (3)
- ألمانيا الغربية (4)
- الولايات المتحدة (25)

## النتائج

### مباريات الرجال
| الألعاب                                  | الذهبية                         | الفضية                               | البرونزية                            |
| ---------------------------------------- | ------------------------------- | ------------------------------------ | ------------------------------------ |
| 25 m freestyle prone complete class 1    | Roy Fowler · أستراليا           | Vincent Falardeau · الولايات المتحدة | Stefan Florescu · الولايات المتحدة   |
| 25 m freestyle prone complete class 2    | David Ellis · بريطانيا العظمى   | Francesco Deiana · إيطاليا           | W. Brenken · ألمانيا الغربية         |
| 25 m freestyle prone incomplete class 1  | R. Rosenbaum · الولايات المتحدة | صموئيل غولدستاين · الولايات المتحدة  | Stan Miles · بريطانيا العظمى         |
| 25 m freestyle prone incomplete class 2  | Sedlacek · ألمانيا الغربية      | Helvio Aresca · الأرجنتين            | Renzo Rogo · إيطاليا                 |
| 50 m freestyle prone cauda equina        | Phil Ramsey · الولايات المتحدة  | Dik Kruidenier · هولندا              | Franco Rossi · إيطاليا               |
| 50 m freestyle prone complete class 3    | K. H. Sass · ألمانيا الغربية    | Heinz Simon · ألمانيا الغربية        | Giovanni Pische · إيطاليا            |
| 50 m freestyle prone complete class 4    | G. Conn · الولايات المتحدة      | Leslie Manson-Bishop · رودسيا        | Setsumi Makioka · اليابان            |
| 50 m freestyle prone incomplete class 3  | H. Burkett · الولايات المتحدة   | G. Williams · بريطانيا العظمى        | Michael Dow · أستراليا               |
| 50 m freestyle prone incomplete class 4  | Juan Sznitowski · الأرجنتين     | Jorge Diz · الأرجنتين                | Ed Owen · الولايات المتحدة           |
| 50 m freestyle prone special class       | Cor Prins · هولندا              | P. Newman · بريطانيا العظمى          | Avraham Keftelovitch · إسرائيل       |
| 25 m freestyle supine complete class 1   | Roy Fowler · أستراليا           | Vincent Falardeau · الولايات المتحدة | Stefan Florescu · الولايات المتحدة   |
| 25 m freestyle supine complete class 2   | David Ellis · بريطانيا العظمى   | Trevor French · أستراليا             | Francesco Deiana · إيطاليا           |
| 25 m freestyle supine complete class 2   | Frank Ponta · أستراليا          | Trevor French · أستراليا             | Francesco Deiana · إيطاليا           |
| 25 m freestyle supine incomplete class 1 | R. Rosenbaum · الولايات المتحدة | صموئيل غولدستاين · الولايات المتحدة  | Stan Miles · بريطانيا العظمى         |
| 25 m freestyle supine incomplete class 2 | Renzo Rogo · إيطاليا            | Sedlacek · ألمانيا الغربية           | Helvio Aresca · الأرجنتين            |
| 50 m freestyle supine complete class 3   | Gary Schoep · الولايات المتحدة  | W. Thornton · بريطانيا العظمى        | W. Johnson · الولايات المتحدة        |
| 50 m freestyle supine complete class 4   | Leslie Manson-Bishop · رودسيا   | G. Conn · الولايات المتحدة           | B. Dickinson · بريطانيا العظمى       |
| 50 m freestyle supine complete class 5   | Phil Ramsey · الولايات المتحدة  | Shigeo Aono · اليابان                | Silvio Boscu · إيطاليا               |
| 50 m freestyle supine incomplete class 3 | Michael Dow · أستراليا          | H. Burkett · الولايات المتحدة        | Dante Tosi · الأرجنتين               |
| 50 m freestyle supine incomplete class 4 | Ed Owen · الولايات المتحدة      | Tim Harris · الولايات المتحدة        | Juan Sznitowski · الأرجنتين          |
| 50 m freestyle supine special class      | Cor Prins · هولندا              | Germano Pecchenino · إيطاليا         | L. Halford · بريطانيا العظمى         |
| 25 m breaststroke junior class           | Jacob Ben-Arie · إسرائيل        | None                                 | None                                 |
| 25 m breaststroke complete class 1       | Roy Fowler · أستراليا           | Stefan Florescu · الولايات المتحدة   | Vincent Falardeau · الولايات المتحدة |
| 25 m breaststroke complete class 2       | Francesco Deiana · إيطاليا      | David Ellis · بريطانيا العظمى        | Josef Jager · النمسا                 |
| 25 m breaststroke incomplete class 1     | R. Rosenbaum · الولايات المتحدة | S. Miles · بريطانيا العظمى           | صموئيل غولدستاين · الولايات المتحدة  |
| 25 m breaststroke incomplete class 2     | Renzo Rogo · إيطاليا            | Oliver Venturi · إيطاليا             | None                                 |
| 50 m breaststroke complete class 3       | W. Thornton · بريطانيا العظمى   | W. Johnson · الولايات المتحدة        | Gary Schoep · الولايات المتحدة       |
| 50 m breaststroke complete class 4       | Leslie Manson-Bishop · رودسيا   | B. Dickinson · بريطانيا العظمى       | G. Conn · الولايات المتحدة           |
| 50 m breaststroke complete class 5       | Phil Ramsey · الولايات المتحدة  | Ignesias · الأرجنتين                 | Dik Kruidenier · هولندا              |
| 50 m breaststroke incomplete class 3     | Michael Dow · أستراليا          | H. Burkett · الولايات المتحدة        | Aimé Planchon · فرنسا                |
| 50 m breaststroke incomplete class 4     | Ed Owen · الولايات المتحدة      | G. Popperwell · جنوب إفريقيا         | Tim Harris · الولايات المتحدة        |
| 50 m breaststroke special class          | باروخ حاجاي · إسرائيل           | Avraham Keftelovitch · إسرائيل       | Germano Pecchenino · إيطاليا         |

### فعاليات النساء
| الألعاب                                  | الذهبية                           | الفضية                            | البرونزية                         |
| ---------------------------------------- | --------------------------------- | --------------------------------- | --------------------------------- |
| 25 m freestyle prone complete class 1    | Evelyn Mulry · الولايات المتحدة   | None                              | None                              |
| 25 m freestyle prone complete class 2    | R. Kuhnel · النمسا                | Susan Masham · بريطانيا العظمى    | None                              |
| 25 m freestyle prone incomplete class 1  | Janet Little · الولايات المتحدة   | A. Somerset · جنوب إفريقيا        | N. Thesen · جنوب إفريقيا          |
| 25 m freestyle prone incomplete class 2  | S. Simmons · الولايات المتحدة     | Anna Maria Toso · إيطاليا         | Michal Escapa · إسرائيل           |
| 50 m freestyle prone cauda equina        | Batia Mishani · إسرائيل           | Zipora Rubin-Rosenbaum · إسرائيل  | None                              |
| 50 m freestyle prone complete class 3    | J. Slade · الولايات المتحدة       | Valerie Forder · بريطانيا العظمى  | I. Driessler · النمسا             |
| 50 m freestyle prone complete class 4    | Pauline Foulds · بريطانيا العظمى  | None                              | None                              |
| 50 m freestyle prone complete class 5    | Elizabeth Edmondson · أستراليا    | Daphne Ceeney · أستراليا          | Christa Welger · الولايات المتحدة |
| 50 m freestyle prone incomplete class 3  | Lynnette Gilchrist · رودسيا       | Ella Cox · الولايات المتحدة       | J. Howe · الولايات المتحدة        |
| 50 m freestyle prone incomplete class 4  | Rosalie Hixson · الولايات المتحدة | Irene Monaco · إيطاليا            | Hope Chafee · الولايات المتحدة    |
| 50 m freestyle prone special class       | Silvia Cochetti · الأرجنتين       | Estela Falocco · الأرجنتين        | Amelia Mier · الأرجنتين           |
| 25 m freestyle supine complete class 1   | Evelyn Mulry · الولايات المتحدة   | Marion de Groot · هولندا          | None                              |
| 25 m freestyle supine complete class 2   | R. Kuhnel · النمسا                | Susan Masham · بريطانيا العظمى    | Silvana Martino · إيطاليا         |
| 25 m freestyle supine incomplete class 1 | Janet Little · الولايات المتحدة   | A. Somerset · جنوب إفريقيا        | Marion de Groot · هولندا          |
| 25 m freestyle supine incomplete class 2 | Anna Maria Toso · إيطاليا         | S. Simmons · الولايات المتحدة     | None                              |
| 50 m freestyle supine cauda equina       | Elizabeth Edmondson · أستراليا    | Christa Welger · الولايات المتحدة | Daphne Ceeney · أستراليا          |
| 50 m freestyle supine complete class 3   | Valerie Forder · بريطانيا العظمى  | Janet Laughton · بريطانيا العظمى  | I. Driessler · النمسا             |
| 50 m freestyle supine complete class 4   | P. Foulds · بريطانيا العظمى       | None                              | None                              |
| 50 m freestyle supine incomplete class 3 | Lynnette Gilchrist · رودسيا       | Ella Cox · الولايات المتحدة       | J. Howe · الولايات المتحدة        |
| 50 m freestyle supine incomplete class 4 | Rosalie Hixson · الولايات المتحدة | Hope Chafee · الولايات المتحدة    | Irene Monaco · إيطاليا            |
| 50 m freestyle supine special class      | Silvia Cochetti · الأرجنتين       | Estela Falocco · الأرجنتين        | Amelia Mier · الأرجنتين           |
| 25 m breaststroke complete class 2       | R. Kuhnel · النمسا                | Susan Masham · بريطانيا العظمى    | None                              |
| 25 m breaststroke incomplete class 1     | A. Somerset · جنوب إفريقيا        | Janet Little · الولايات المتحدة   | None                              |
| 25 m breaststroke incomplete class 2     | S. Simmons · الولايات المتحدة     | Anna Maria Toso · إيطاليا         | Michal Escapa · إسرائيل           |
| 50 m breaststroke cauda equina           | Elizabeth Edmondson · أستراليا    | Christa Welger · الولايات المتحدة | M. Gibbs · بريطانيا العظمى        |
| 50 m breaststroke complete class 3       | Elka Gaarlandt · هولندا           | Valerie Forder · بريطانيا العظمى  | Janet Laughton · بريطانيا العظمى  |
| 50 m breaststroke complete class 4       | Pauline Foulds · بريطانيا العظمى  | None                              | None                              |
| 50 m breaststroke incomplete class 3     | Lynnette Gilchrist · رودسيا       | Elena Monaco · إيطاليا            | J. Howe · الولايات المتحدة        |
| 50 m breaststroke incomplete class 4     | Hope Chafee · الولايات المتحدة    | Rosalie Hixson · الولايات المتحدة | Irene Monaco · إيطاليا            |
| 50 m breaststroke special class          | Silvia Cochetti · الأرجنتين       | Estela Falocco · الأرجنتين        | Amelia Mier · الأرجنتين           |

### فعاليات مختلطة
| الألعاب           | الذهبية                                                     | الفضية                                                                   | البرونزية                                                           |
| ----------------- | ----------------------------------------------------------- | ------------------------------------------------------------------------ | ------------------------------------------------------------------- |
| Medley relay open | الولايات المتحدة (USA) · Tim Harris · Ed Owen · Phil Ramsey | رودسيا (RHO) · Lynnette Gilchrist · Leslie Manson-Bishop · Keith Pienaar | إسرائيل (ISR) · Jacob Ben-Arie · باروخ حاجاي · Avraham Keftelovitch |

## جدول الميداليات
المصدر: ومع نقل ميداليتين برونزيتين من إيطاليا إلى إسرائيل بسبب حالة ميخال إسكابا الموثقة في القسم الأول من هذه المقالة.
  *   البلد المضيف (مضيف)
| المرتبة | فريق    | ذهبية | فضية | برونزية | المجموع |
| ------- | ------- | ----- | ---- | ------- | ------- |
| المجموع | المجموع | 0     | 0    | 0       | 0       |

## روابط خارجية
- أرشيف النتائج طوكيو 1964 - السباحة في Paralympic.org

قالب:EventsAt1964SummerParalympics
قالب:Paralympic Games Swimming